# Dimorphocalyx
Dimorphocalyx es un género perteneciente a la familia de las euforbiáceas con 26 especies de plantas distribuidas desde la India hasta Malasia.

## Taxonomía
El género fue descrito por George Henry Kendrick Thwaites y publicado en Enumeratio Plantarum Zeylaniae 278. 1861. La especie tipo es: Dimorphocalyx glabellus Thwaites.

## Especies
| - Dimorphocalyx angustifolius - Dimorphocalyx australiensis - Dimorphocalyx balakrishnanii - Dimorphocalyx beccarii - Lista completa de especies |